# Gruppbach
Der Gruppbach ist ein halbkilometerlanger Bach beim Weiler Eschenau der Kleinstadt Vellberg im Landkreis Schwäbisch Hall im nordöstlichen Baden-Württemberg, der kurz nach dem Weiler von rechts und aus dem Nordosten gegenüber der Mahlmühle nach Eschenau in die mittlere Bühler mündet.

## Geographie

### Verlauf
Der Gruppbach beginnt seinen Lauf auf etwa 378 m ü. NHN in einem Graben etwa 400 Meter nordöstlich der Ortsmitte des Weilers Eschenau. Der Grabenanfang liegt am  Südwesteck des Hangwaldes an der Gruppbachshalde; oberhalb im Wald liegt eine weniger als 200 Meter lange Waldklinge, die auf etwa 415 m ü. NHN einsetzt, aber nur selten und spärlich Wasser führt.
Der Graben läuft die ersten 100 Meter durch Weideland südsüdwestlich hangabwärts bis zum Beginn eines Feldweges in der Mitte der westwärts ziehenden Talmulde des Baches, dem dieser dann an wechselnder Seite folgt. Er berührt dabei den durch neuere Bebauung nach Norden verlagerten Siedlungsrand des Weilers und quert am nordwestlichen Ortsende den zur Vellberger Siedlung auf dem Dürrsching führenden nichtöffentlichen Fahrweg. Anschließend wendet er sich für seine letzten 100 Meter über die breite rechte Flussaue zwischen zwei Wiesengrundstücken in den Hirtenwiesen auf schnurgeraden Südwestlauf und mündet dann auf etwa 342 m ü. NHN ungefähr gegenüber der Mahlmühle etwas unterhalb von Eschenau von rechts in die mittlere Bühler.
Der Gruppbach mündet nach einem etwa 500 Meter langen Lauf mit mittlerem Sohlgefälle von rund 72 ‰ ungefähr 36 Höhenmeter unterhalb seines  Ursprungs. Er ist ein in der Natur recht unscheinbarer Graben fast ohne Baum und Strauch am Ufer und hat wenig, zuweilen gar keinen Durchfluss, besonders am Oberlauf.

### Einzugsgebiet
Der Gruppbach hat ein etwa 0,4 km² großes Einzugsgebiet. Naturräumlich gesehen liegt sein nordöstlicher Teil auf der Hochfläche und am Hang des Schlegelsbergs im Unterraum Burgberg-Vorhöhen und Speltachbucht der Schwäbisch-Fränkischen Waldberge, der übrige im Unterraum Vellberger Bucht der Hohenloher und Haller Ebene. Sein höchster Punkt am Nordosteck auf dem Schlegelsberg-Kamm erreicht etwa 455 m ü. NHN.
Reihum grenzen die Einzugsgebiete der folgenden Nachbargewässer an:
- im Norden jenseits der Schlegelsbergs fließt der Echtbach zum Aalenbach, einem Zufluss der Bühler unterhalb des Gruppbachs;
- im Osten fließt der Stockäckergraben anfangs in Gegenrichtung zum Lanzenbach;
- im Süden läuft der Lanzenbach oberhalb des Gruppbachs zur Bühler;
- im Westen liegt unmittelbares Einzugsgebiet der abwärtigen Bühler.

Die Hochfläche im Nordosten auf dem Schlegelsberg wird ackerbaulich genutzt. Darunter am oberen Hang steht teilweise Wald, teilweise liegen dort Obstwiesen. Der flachere Teil am Unterhang und in der Talaue der Bühler wird beweidet oder gemäht.
Das ganze Gebiet liegt in der zentralen Stadtteilgemarkung der Kleinstadt Vellberg. Der einzige Siedlungsplatz im Einzugsgebiet ist Eschenau, von dem nur wenige Häuser am Nordwestrand des Weilers im Einzugsgebiet liegen.

## Geologie
Geologisch gesehen liegt das Einzugsgebiet des Gruppbachs in Höhe des Mittleren und Unteren Keupers. Die höchste vorkommende Schicht ist der Schilfsandstein (Stuttgart-Formation) im Norden auf dem Rücken des Schlegelsbergs. Darunter auf der Hochfläche und am oberen Hang steht auf dem größten Teil des Einzugsgebietes Gipskeuper (Grabfeld-Formation) an, in dem auch die Waldklinge oberhalb und der Grabenanfang liegen. Etwa am ersten Laufknick setzt dann der Lettenkeuper (Erfurt-Formation) ein, der auf den letzten gut hundert Metern über die rechts breite Bühleraue seinerseits von holozän abgelagerten Auenlehm bedeckt ist.
Gegenüber der Mündung ist am dort steileren Bühlerhang der Obere Muschelkalk an einem aufgelassenen Steinbruch über der Mahlmühle aufgeschlossen. Diese noch unter dem Lettenkeuper abgelagerte Schicht ist infolge der etwa auf der Grundrichtung der Bühler  nordostwärts verlaufenden Vellberger Störung gegenüber der Tiefscholle auf der rechten Bühlerseite merklich aufwärts versetzt.
An einer Wegböschung der Feldweges von der L 1064 Merkelbach–Eschenau nordwärts hinauf auf den Schlegelsberg-Kamm ist im Bereich des Gipskeupers die dolomitisierte und erosionsresistente Corbula-Schicht (früher: Engelhofer Platte) aufgeschlossen, die östlich der Gruppbach-Talmulde auf mittlerer Höhe stufenbildend ist.

## Natur und Schutzgebiete
An den Hängen der Talmulde gibt es ein paar freistehende Feldhecken. Rechts des Mittellaufs liegen in einer Viehweide zwei von Sickerquellen gespeiste, zuweilen austrocknende Pfützen, deren Wasser sich schnell wieder im Untergrund verläuft.
Im Hangbereich verläuft der Bach im Landschaftsschutzgebiet Bühlertal zwischen Vellberg und Geislingen mit Nebentälern und angrenzenden Gebieten, am nördlichen Ortsrand von Eschenau dann an dessen Rand. Die Mündung liegt just eben schon im Naturschutzgebiet Unteres Bühlertal um den Lauf des Flusses.

### LUBW
Amtliche Online-Gewässerkarte mit passendem Ausschnitt und den hier benutzten Layern: Lauf und Einzugsgebiet des Gruppbachs

Allgemeiner Einstieg ohne Voreinstellungen und Layer: Daten- und Kartendienst der Landesanstalt für Umwelt Baden-Württemberg (LUBW) (Hinweise)
1. 1 2 3  Höhe nach dem Höhenlinienbild auf dem Hintergrundlayer Topographische Karte.
2. ↑  Länge abgemessen auf dem Hintergrundlayer Topographische Karte.
3. ↑  Einzugsgebiet abgemessen auf dem Hintergrundlayer Topographische Karte.
4. ↑  Schutzgebiete nach den einschlägigen Layern, Natur teilweise nach dem Layer Biotop.

### Andere Belege
1. ↑  Wolf-Dieter Sick: Geographische Landesaufnahme: Die naturräumlichen Einheiten auf Blatt 162 Rothenburg o. d. Tauber. Bundesanstalt für Landeskunde, Bad Godesberg 1962. → Online-Karte (PDF; 4,7 MB)
2. ↑  Geologie nach den Layern zu Geologische Karte 1:50.000 auf: Mapserver des Landesamtes für Geologie, Rohstoffe und Bergbau (LGRB) (Hinweise). Ein ähnliches Bild bietet die unter → Literatur aufgeführte geologische Karte.